# Силькеборг (футбольный клуб)
«Си́лькеборг» (дат. Silkeborg Idrætsforening) — датский профессиональный футбольный клуб из одноимённого города. В 90-е годы 20-го века «Силькеборг» входил в число сильнейших клубов Дании, выиграв в тот период чемпионат и Кубок страны. В сезоне 2008/09 клуб выступал в Первом дивизионе Дании, втором по силе дивизионе страны, но заняв в нём третье место, завоевал право выступать в Суперлиге.

## История
Клуб основан в 1917 году, футбольная команда клуба выступала в высших дивизионах Ютландии, пока в 1962 году на короткое время не вылетела в третий дивизион. Тем не менее в 1966 году клуб вышел во второй дивизион чемпионата Дании. В 1982 году команда сделала решающий шаг для возврата в высший футбольный дивизион национального чемпионата, была создана компания «SIF Fodbold Support A/S», которая стала ответственной за профессиональный футбол в Силькеборге. Как следствие, в 1987 году клуб вернулся в элитный дивизион национального чемпионата. Этот выход клуба в высший дивизион национального чемпионата настолько удивил футбольных болельщиков и, в частности, журналистов газеты «Politiken», что они написали: «Будет огромным достижением, если Силькеборг сдержит хотя бы угловой удар». Однако уже в третьем матче сезона в национальном чемпионате «Силькеборг» у себя дома со счетом 1:0 переиграл сильный футбольный клуб Дании того времени, «Брондбю».

### Чемпионство 1994 года
В сезоне 1993/94 годов у «Силькеборга» было много важных поединков, но самым важным, наверное, следует считать домашний матч третьего тура национального чемпионата против «Брондбю». Накануне игры самый известный игрок клуба Якоб Кьелдберг был продан в «Челси», и когда «Брондбю» в начале игры повел со счетом 2:0, то казалось, что «Силькеборг» попал в безвыходную ситуацию. Но «Силькеборг» перед своими болельщиками полностью изменил ход событий на футбольном поле в свою пользу и победил своего соперника со счетом 4:2 . В течение оставшихся матчей чемпионата «Силькеборг» демонстрировал отличные матчи один за одним. Команда проиграла лишь 2 из 18 матчей и на зимнюю паузу ушла лидером Суперлиги Дании.
Матчи плей-офф были также интересными. На смену отличным матчам пришёл более расчётливый стиль игры. На выезде СИФ понёс несколько поражений, но дома стадион «Силькеборг» был для клуба настоящей крепостью. Тут СИФ выиграл 6 из 7-ми матчей, в которых пропустил лишь один мяч. Во втором последнем раунде «Силькеборг» имел возможность обеспечить себе чемпионство после победы над своим единственным потенциальным конкурентом, ФК «Копенгаген». Болельщики съезжались до национального стадиона, «Паркен», где собралось наибольшее количество зрителей за всю историю проведения матчей Суперлиги Дании, а именно 26 679 болельщиков. Несмотря на то, что болельщики «Силькеборга» стали свидетелями того, как их команда открыла счет в матче, «Копенгаген» все же победил в том матче со счетом 4:1.
До последнего тура ситуация выглядела так, что «Силькеборг» имел гораздо лучшие шансы на чемпионство, чем «Копенгаген». В домашнем поединке команда победила «Ольборг» со счетом 2:0, благодаря «дублю» лидера команды Хайнце Фернандеса, а в Оденсе одноименный клуб со счётом 3:2 одержал верх над «Копенгагеном». Победный мяч команда из Оденсе забила уже в компенсированное время; именно последний результат обеспечил «Силькеборгу» чемпионство.

### Победа в Кубке Дании 2001 года и понижение в классе
В 2001 году «Силькеборг» выиграл Кубок Дании, победив в финале со счетом 4:1 своего принципиального соперника, «Ольборг». Первый тайм этого поединка завершился со счетом 1:0 в пользу гостей, но во втором тайме «Силькеборг» забил 4 мяча. За СИФ отметились Брайан Педерсен, Томас Поульсен и Хенрик Педерсен (дважды). Стивен Лусту, который впоследствии станет ключевым игроком команды. Но уже в следующие годы «Сикельборг» не поражал своими выступлениями. После победы в национальном кубке команда продала Хенрика Педерсена в «Болтон Уондерерс», Петера Кьяера — в «Бешикташ» и Томаса Ролла — в ФК «Копенгаген». К тому же Мортен Бруун, который сыграл больше всего матчей в клубе за всю его историю, завершил карьеру игрока. В 2003 году команда вылетела во второй дивизион чемпионата Дании, но уже в следующем году вернулась в Суперлигу. Дважды подряд «Силькеборг» занимал 8-е место среди 12 команд-участниц лиги, но в 2007 году команда вновь вылетела из Суперлиги. Тем не менее, после возвращения бывшего игрока «Силькеборга» Троельса Беха уже в качестве главного тренера, проведя определённые изменения в коллективе, команда под его руководством в 2009 году вернулась в высший дивизион национального чемпионата. А в 2011 году «Силькеборг» по итогам сезона финишировал на 5-м месте в турнирной таблице чемпионата, этот результат стал лучшим достижением клуба за последние 15 лет.

## Достижения
- Чемпион Дании: 1993/94
- Обладатель Кубка Дании: 2000/01, 2023/24
- Финалист Кубка Дании: 2017/18
- Обладатель Кубка Интертото: 1996